# Квіти-символи фюльке Норвегії
Це список квітів-символів фюльке Норвегії. Ідея створення квітів-символів для окремих фюльке з'явилася у 1987 році за аналогією з квітами-символами ландскапів Швеції. Над проєктом працювали науковці Норвезької ботанічної асоціації та Норвезької садівничої компанії спільно з ботанічними музеями. Після 10 років роботи, з побажанням керівництва всіх фюльке та ботаніків, список був затверджений. Список опублікований у книзі «Квіти фюльке Норвегії» (Інгер Д'єрреволл, Norges fylkesblomster, видавництво Tapir, 1999).

## Список
| Фюльке          | Зображення              | Українська назва            | Норвезька назва | Наукова назва           |
| Акерсгус        | Hepatica nobilis        | Печіночниця звичайна        | Blåveis         | Hepatica nobilis        |
| Бускеруд        | Nymphaea alba           | Латаття біле                | Stor nøkkerose  | Nymphaea alba           |
| Вест-Агдер      | Quercus robur           | Дуб черешчатий              | Sommereik       | Quercus robur           |
| Вестфолл        | Fagus sylvatica         | Бук лісовий                 | Bøk             | Fagus sylvatica         |
| Гедмарк         | Epilobium angustifolium | Хаменерій вузьколистий      | Geitrams        | Epilobium angustifolium |
| Гордаланн       | Primula-vulgaris        | Первоцвіт звичайний         | Kusymre         | Primula vulgaris        |
| Естфолл         | Convallaria majalis     | Конвалія звичайна           | Liljekonvall    | Convallaria majalis     |
| Еуст-Агдер      | Lonicera periclymenum   | Жимолость в'юнка            | Vivendel        | Lonicera periclymenum   |
| Мере-ог-Ромсдал | Saxifraga cotyledon     |                             | Bergfrue        | Saxifraga cotyledon     |
| Нурланн         | Saxifraga oppositifolia | Ломикамінь супротивнолистий | Rødsildre       | Saxifraga oppositifolia |
| Нур-Тренделаг   | Cypripedium calceolus   | Зозулині черевички справжні | Marisko         | Cypripedium calceolus   |
| Оппланн         | Pulsatilla vernalis     | Сон весняний                | Mogop           | Pulsatilla vernalis     |
| Осло            | Trifolium montanum      | Конюшина гірська            | Bakkekløver     | Trifolium montanum      |
| Ругаланн        | Erica tetralix          |                             | Klokkelyng      | Erica tetralix          |
| Сер-Тренделаг   | Dryas octopetala        | Дріада восьмипелюсткова     | Reinrose        | Dryas octopetala        |
| Согн-ог-Ф'юране | Digitalis purpurea      | Наперстянка пурпурова       | Revebjelle      | Digitalis purpurea      |
| Телемарк        | Dactylorhiza sambucina  | Зозульки бузинові           | Søstermarihand  | Dactylorhiza sambucina  |
| Трумс           | Trollius europaeus      | Купальниця європейська      | Ballblom        | Trollius europaeus      |
| Фіннмарк        | Rubus chamaemorus       | Морошка                     | Molte           | Rubus chamaemorus       |